# PASMO

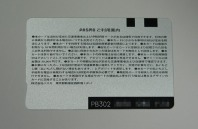
PASMO定期票券背面

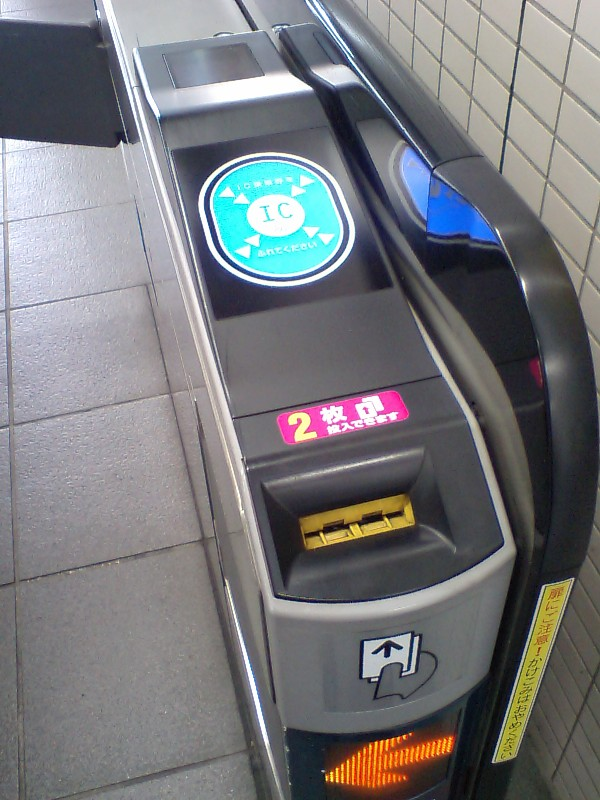
能使用PASMO的自動剪票閘門

PASMO，中文譯為派思摩，是日本關東地方、山梨縣、靜岡縣東部的27家鐵路業者及78家公共汽車業者（截至2021年3月16日）共同發行的非接觸型智慧卡，由株式會社PASMO負責營運，自2007年（平成19年）3月18日起提供服務，以取代原有以磁條卡發行的Passnet以及公共汽車共通卡。其具備交通卡及電子貨幣之功能，並自2013年起加入交通系IC卡全國通用服務，可與Suica等智慧卡互相通用。

## 名稱由來
PASMO是由「Passnet」的「PAS」與表示「更加」含義的「MORE」的前兩個字母組合命名而成。並且，「PASMO」的「MO」（平假名寫做も）有兩種含意：一方面も外型與＆類似，暗示將 PASSNET 與公共汽車共通卡合為一體；另一方面日文助詞意指「也」，其含意為「電車也能用、公車也能用、那裡也能用、這裡也能用」，含有表示擴展性的「mo」的意思。
PASMO的吉祥物是一個機器人。和Suica卡的吉祥物企鵝一樣沒有名字。基本的顏色是粉紅色，不過官网说他会变色（pasmo机器人介绍）。設定上是此機器人在搭車的時候會打開其腹部的蓋子取出PASMO卡來使用，而在趕時間的情況下，機器人自己會變身成公共汽車或電車進行移動。
「PASMO」名稱是株式會社PASMO的註冊商標。

## 引入公司列表

### 鐵路、轨道
◇符号是Suica和Passnet均未導入的公司。五十音順排序。

#### 2007年3月18日起
- 伊豆箱根铁道（只限大雄山線）◇
- 江之島電鐵◇
- 小田急電鐵
- 京王電鐵
- 京成電鐵
- 京滨急行电铁
- 埼玉高速铁道
- 相模铁道
- 首都圈新都市鐵道
- 新京成電鐵
- 西武铁道
- 多摩都市单轨电车
- 東急電鐵
- 東京地下铁
- 東京都交通局（都营地下铁、日暮里-舍人线） - 上野懸垂線除外
- 東武铁道
- 東葉高速鐵道
- 箱根登山铁道
- 北总铁道
- 百合鸥
- 横滨高速铁道
- 横滨市交通局（橫濱市營地下鐵）
- 橫濱海岸線◇ [5]

#### 2009年3月14日起
- 關東鐵道（只限铁路和部分巴士）◇ [5]
- 千葉都市单轨电车◇ [5]
- 舞滨度假区线

#### 2009年10月31日起
- 御岳登山铁道◇

#### 2010年1月23日起
- 高尾登山電鐵◇（自動售票機、售票窗口前需用pasmo兌换乘車券）

#### 2010年3月30日起
- 筑波观光铁道◇ （除山頂側外，車站窗口只兌換普通、特殊乘車券。不可兌換團體乘車券[6]）

#### 2018年4月1日起

互通關係圖

- 湘南单轨电车 ◇[7]。

#### 2022年3月12日起
- 秩父鐵道◇[8]

### 巴士、路面電車
※為率先引入的營業所
★為於2007年（平成19年）3月19日－12月31日引入的營業所、巴士公司
☆為於2008年（平成20年）引入的營業所、巴士公司
▲為於2009年（平成21年）引入的營業所、巴士公司
此以外的營業所、巴士公司預定於同年以後依次引入。
◇為東京圈已引入巴士共通卡的公司。
全營業所均已引入的公司，公司名前會有『★』標記。
主要公司以五十音順序記載。
- 伊豆箱根巴士（日语：伊豆箱根バス）◇ ★小田原營業所 ▲熱海營業所
- 江之島電鐵（最初引入）→★江之電巴士橫濱（日语：江ノ電バス） ※橫濱營業所 ☆鎌倉營業所
  - 江之電巴士（日语：江ノ電バス）（最初宣佈）→★江之電巴士藤澤（日语：江ノ電バス）☆手廣營業所、藤澤營業所
- ★小田急巴士（日语：小田急バス） ※若林營業所 ★狛江營業所、生田營業所、町田營業所 ☆武藏境營業所、吉祥寺營業所
  - ★小田急城市巴士（日语：小田急シティバス） ※
- ★神奈川中央交通（日语：神奈川中央交通） ※戶塚營業所、Twin Liner（湘25系統） ★茅崎營業所、藤澤操車所、綾瀨營業所 ☆町田營業所、多摩營業所、Twin Liner（厚105系統）、平塚營業所、大和營業所、中山操車所、相模原營業所、橫濱營業所、舞岡營業所、厚木營業所、▲伊勢原營業所、伊勢原營業所秦野操車所
  - ★湘南神奈交巴士（日语：湘南神奈交バス） ☆平塚營業所 ▲秦野營業所
  - ★津久井神奈交巴士（日语：津久井神奈交バス） ☆津久井營業所、城山操車所
  - ★橫濱神奈交巴士（日语：横浜神奈交バス） ☆中山營業所、舞岡營業所
  - ★相模神奈交巴士（日语：相模神奈交バス） ☆町田營業所、相模原營業所、厚木營業所
  - ★藤澤神奈交巴士（日语：藤沢神奈交バス） ★藤澤營業所 ☆大和營業所
- ★川崎市交通局（川崎市巴士） ※
- ★川崎鶴見臨港巴士（日语：川崎鶴見臨港バス）（臨港巴士） ※神明町營業所、鹽濱營業所 ★鶴見營業所、濱川崎營業所
- ★關東巴士 ※武藏野營業所、青梅街道營業所、五日市街道營業所、阿佐谷營業所 ★丸山營業所
- ★京濱急行巴士 ※京濱島營業所、羽田營業所、大森營業所 ★逗子營業所、☆衣笠營業所、三崎營業所、久里濱營業所
  - ★羽田京急巴士 ※東京營業所
  - ★橫濱京急巴士 ※杉田營業所、能見台營業所 ☆追濱營業所
  - ★湘南京急巴士 ☆鎌倉營業所、堀內營業所
- ★京王電鐵巴士 ★府中營業所、櫻丘營業所、多摩營業所、八王子營業所
  - ★京王巴士東 ※中野營業所、永福町營業所 ★調布營業所 ☆中央高速巴士富士五湖線、甲府線
  - ★京王巴士南 ★
  - ★京王巴士中央 ★
  - ★京王巴士小金井 ★
- ★京成巴士 ※金町營業所、江戶川營業所、茜濱車庫 ★船橋營業所（習志野市社區巴士） ☆長沼營業所、花見川車庫、船橋營業所（習志野市社區巴士除外）、松戶營業所、千葉營業所、市川營業所
  - ★千葉中央巴士（日语：千葉中央バス）▲
  - ★千葉海濱交通（日语：千葉海浜交通）▲
  - ★千葉內陸巴士（日语：千葉内陸バス）▲
  - ★東京灣城交通（日语：東京ベイシティ交通） ☆
  - ★千葉花巴士（日语：ちばフラワーバス）
  - ★千葉彩虹巴士（日语：ちばレインボーバス）
  - ★千葉城市巴士（日语：ちばシティバス）▲
  - ★千葉綠巴士（日语：ちばグリーンバス） ☆
  - ★京成城鎮巴士（日语：京成タウンバス） ※（只限金町三鄉線、戶崎循環線不可使用）
  - ★京成交通巴士（日语：京成トランジットバス）▲
  - ★京成巴士系統（日语：京成バスシステム） ▲
  - 關東鐵道（取手營業所（日语：関東鉄道取手営業所）、水戶營業所（日语：関東鉄道水戸営業所） [9]。與高速巴士鹿島號（日语：かしま号）[10]、波崎號（日语：はさき号）、筑波號（日语：つくば号）、茨城機場聯絡巴士等）◇
- ★國際興業（日语：国際興業）（國際興業巴士（日语：国際興業バス）） ※西浦和營業所、練馬營業所 ★埼玉東營業所、赤羽營業所、志村營業所、池袋營業所、川口營業所 ☆鳩谷營業所、戶田營業所、飯能營業所
- 小湊鐵道（只限巴士業務）◇鹽田營業所、姊崎車庫、木更津車庫[11]
- ★相鐵巴士（日语：相鉄バス） ※旭營業所、☆橫濱營業所、綾瀨營業所
- ★西武巴士 ※練馬營業所、高野台營業所、上石神井營業所、新座營業所 ★瀧山營業所 ☆小平營業所、立川營業所、所澤營業所、大宮營業所、川越營業所、狹山營業所、飯能營業所
  - ★西武觀光巴士（日语：西武観光バス） ☆
- ★立川巴士（日语：立川バス） ☆上水營業所、拜島營業所、瑞穗營業所、曙營業所
  - ★城市巴士立川（日语：シティバス立川） ☆
- 千葉交通（日语：千葉交通） ◇銚子營業所（只限利根Liner號（日语：犬吠号 (高速バス)）、犬吠號（日语：犬吠号 (高速バス)））、成田營業所
- ★東急巴士 ※淡島營業所、弦卷營業所、下馬營業所、高津營業所 ★瀨田營業所、目黑營業所、池上營業所、荏原營業所、虹丘營業所 ☆青葉台營業所、川崎營業所、東山田營業所、新羽營業所
  - ★東急TRANSSÉS（日语：東急トランセ） ◇★（代官山循環線）

※擁有自行發行的IC卡（TRANSSÉS卡），並可對應PASMO。
- ★東急電鐵（世田谷線）◇

※曾經擁有自行發行的IC卡（世田丸），PASMO引入後合併使用，至2012年服務中止。
- 東京機場交通 ◇（一部分路線除外）
- ★東京都交通局（荒川線、都營巴士）※
- 東武巴士
  - ★東武巴士中央 ※西新井營業所 ★足立營業事務所、葛飾營業所、花畑營業所 ☆三鄉營業所、草加營業所、八潮營業所、吉川營業所
  - ★東武巴士西 ※川越營業事務所 ★上尾營業所、坂戶營業所 ☆大宮營業事務所、新座營業所、天沼營業所、岩槻營業所
  - ★東武巴士東 ☆西柏營業事務所、沼南營業所
  - ★東武巴士日光（日语：東武バス日光） 日光營業所◇
  - ★朝日自動車 ☆越谷營業所、杉戶營業所、久喜營業所、菖蒲營業所、加須營業所、境營業所 ▲本庄營業所、太田營業所
  - 茨城急行自動車 ☆松伏營業所、野田營業所（引入計劃中止。只餘下古河營業所不引入的巴士共通卡）
  - 國際十王交通（日语：国際十王交通） ▲熊谷營業所（引入計劃中止。只餘下伊勢崎營業所不引入的巴士共通卡）
  - ★川越觀光自動車 ☆森林公園營業所
  - ★阪東自動車 我孫子營業所◇▲
- 日東交通（日语：日東交通 (千葉県)） ◇木更津運輸營業所（高速巴士（只限木更津站、君津站到發路線）、路線巴士（只限AEON MALL木更津（日语：イオンモール木更津）、MOTHER牧場（日语：マザー牧場）到發的一部分路線））、◇鴨川運輸營業所（高速巴士）、◇館山運輸營業所（高速巴士（房總油菜花號（日语：房総なのはな号）、新宿油菜花號（日语：新宿なのはな号）除外））
  - 鴨川日東巴士（日语：鴨川日東バス） ◇（只限高速巴士、急行巴士（一部分車輛））
  - 館山日東巴士（日语：館山日東バス） ◇（只限高速巴士）
- ★西東京巴士（日语：西東京バス） ★楢原營業所、五日市營業所（八王子方向）、恩方營業所 ▲五日市營業所（福生、檜原方向）、青梅營業所、冰川車庫
- ★箱根登山巴士 ※湯河原營業所、關本營業所、宮城野營業所 ★小田原營業所
  - ★小田急箱根高速巴士（日语：小田急箱根高速バス） ◇※★經堂營業所、御殿場營業所
- ★日立自動車交通（日语：日立自動車交通） ◇※（Megurin（日语：めぐりん）除外）
- ★船橋新京成巴士（日语：船橋新京成バス） ☆鎌谷營業所、☆習志野營業所
  - ★松戶新京成巴士（日语：松戸新京成バス） ☆
- ★富士急行 ◇☆御殿場營業所
  - ★富士急湘南巴士（日语：富士急湘南バス） ☆
  - ★富士特快（日语：フジエクスプレス）◇ 本社營業所（※Chii-bus（日语：ちぃばす）、☆八公巴士（日语：ハチ公バス）神宮前、千駄谷線（日语：ハチ公バス#神宮の杜（もり）ルート（神宮前・千駄ヶ谷ルート）））、★橫濱營業所（134系統「橫濱城鎮巴士」）
  - ★富士急山梨巴士（日语：富士急山梨バス） ◇☆
  - ★富士急城市巴士（日语：富士急シティバス） ◇☆
  - ★富士急靜岡巴士（日语：富士急静岡バス） ◇☆
- ★平和交通 ◇※
  - ★飛鳥交通（日语：あすか交通）（舊：團地交通）◇☆
- 山梨交通（日语：山梨交通） ◇☆（中央高速巴士甲府線、一般路線巴士）（※甲府線以外的高速巴士、山交城鎮客運運行的一般路線巴士除外。※2016年12月5日（靜岡地區為12日）起山交城鎮客運可以使用）
- ★橫濱市交通局（橫濱市營巴士）☆
  - ★橫濱交通開發（日语：横浜交通開発） ◎☆

注：上述引入的公司，一部分的高速巴士、機場聯絡巴士、各自治體委託運行的社區巴士（一部分除外）的系統不可使用。此外，也有不引入巴士定期券的公司。

## 互相使用

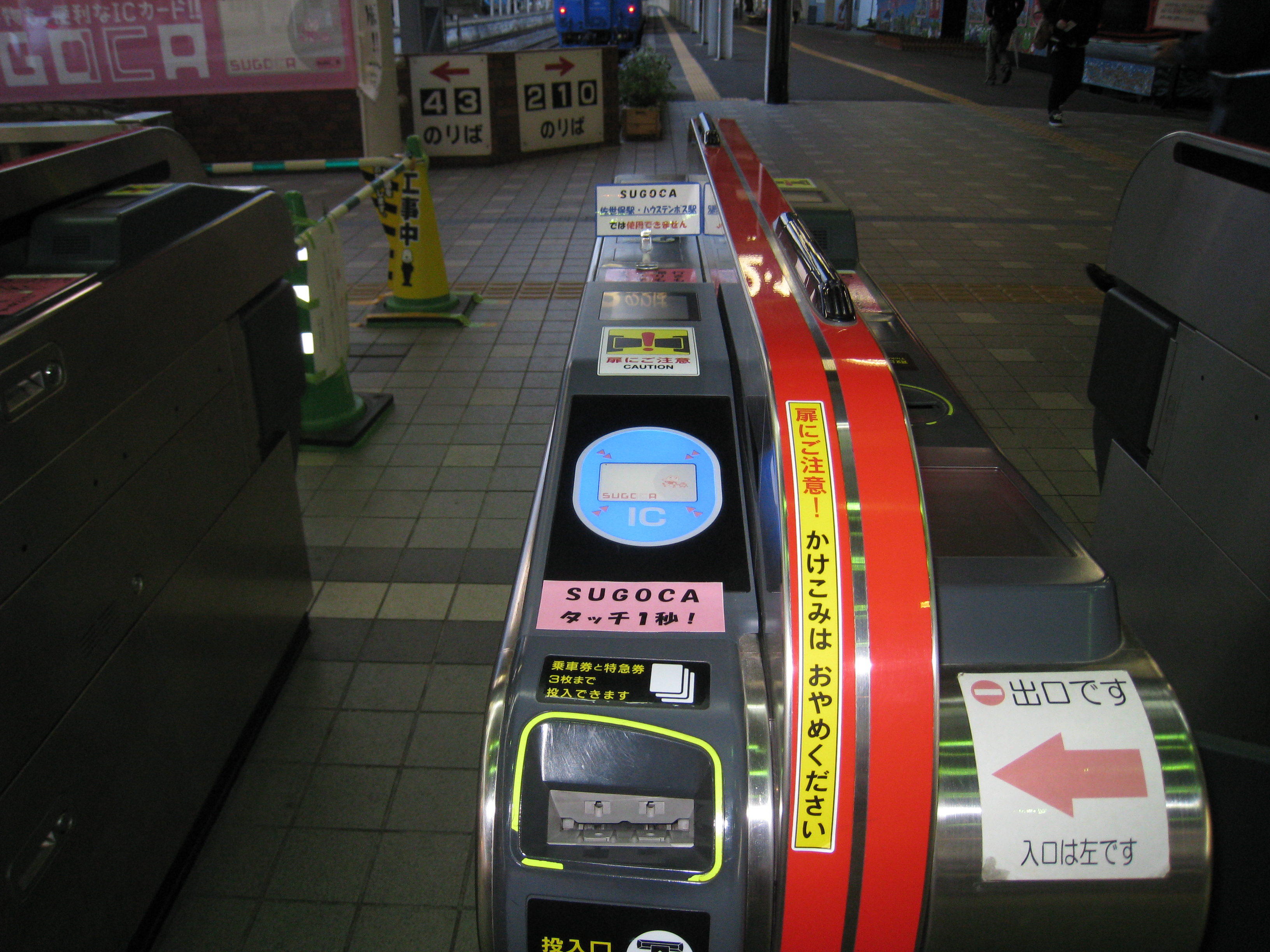
互相使用範圍當中PASMO不能使用的範圍較大（JR九州長崎站、SUGOCA地域）

互相使用關係

PASMO的服務開始的同時就已經與JR東日本的Suica之間互相使用，東京單軌電車、東京臨海高速鐵道、埼玉新都市交通等Suica加盟事業者使用範圍當中，首都圈地域的鐵道和巴士PASMO都可使用。同時，與Suica之間組成共通使用的獨自服務。2008年（平成20年）3月29日起，仙台、新潟都市圈的各Suica地域內鐵路線也可使用，自此Suica全部地域鐵路線都可互相使用。不過仙台機場鐵道各站當初自動檢票機無法辯認PASMO，在2009年（平成21年）3月13日以前需要通過檢票窗口進出。
2001年的Suica啟用起，大都市圈的JR與私鐵集團各自引入交通系IC卡，為方便起見也開始發展互相使用，主要為同一地域的JR與私鐵集團間或是其他地域的JR之間。關於交通系IC卡的全國互相使用，加盟協議會的各公司在2009年（平成21年）2月當時「檢討中」。經營較好的大手公司傾向擴大互相使用範圍，而小規模經營的巴士公司等以增加維護費用為由，結論未定。
在此之後，PASMO協議會（PASMO）與北海道旅客鐵道（JR北海道、Kitaca）、東日本旅客鐵道（JR東日本、Suica）、東海旅客鐵道（JR東海、TOICA）、西日本旅客鐵道（JR西日本、ICOCA）、九州旅客鐵道（JR九州、SUGOCA）、名古屋市交通局、名古屋鐵道（manaca/2011年（平成23年）2月11日引入）、Surutto KANSAI協議會（PiTaPa）、福岡市交通局（Hayakaken）、西日本鐵道（nimoca）等各自發行的IC卡進行互相使用檢討，2010年（平成22年）發起了檢討會。
其結果是自2013年（平成25年）3月23日起，上述交通公司決定實施互相使用。全國的IC乘車券開始互相使用，並制定了全國互相使用服務的標誌，該標誌將「IC」圖案化。然而，全國互相使用服務開始後，關東鐵道（只限鐵道）、千葉都市單軌電車仍然位於互相使用對象外，兩間公司發行的PASMO則與其他IC卡同樣使用。至2017年3月31日以前，多摩都市單軌電車、（橫濱新都市交通→）橫濱海岸線也位於互相使用對象外。
10種交通系IC卡全國互相使用服務採用單向使用處理的範圍也依次擴大：
- 2013年（平成25年）3月23日起Ryuto（日语：りゅーと）範圍（新潟交通）[19] 、LuLuCa範圍（靜岡鐵道、靜鐵Justline（日语：しずてつジャストライン））[20]
- 2013年（平成25年）6月22日起SAPICA範圍（札幌市交通局等；電子貨幣為對象外）[21]
- 2015年（平成27年）3月14日起odeca（日语：odeca）範圍（大船渡線與氣仙沼線BRT路段）[22]
- 2016年（平成28年）3月23日起熊本地域振興IC卡（日语：熊本地域振興ICカード）範圍（熊本縣內民鐵、巴士各社）[23]
- 2016年（平成28年）3月26日起icsca範圍（仙台市交通局等）[24]
- 2018年（平成30年）3月3日起IruCa範圍（高松琴平電氣鐵道等）[25]
- 2018年（平成30年）3月17日起PASPY範圍（廣島縣內民鐵、巴士各社）[26]
- 2020年（令和2年）2月16日起N+ T卡（日语：Tポイント#エヌタスTカード）範圍（長崎自動車集團）[27]。

## 不能使用的關東地方公司

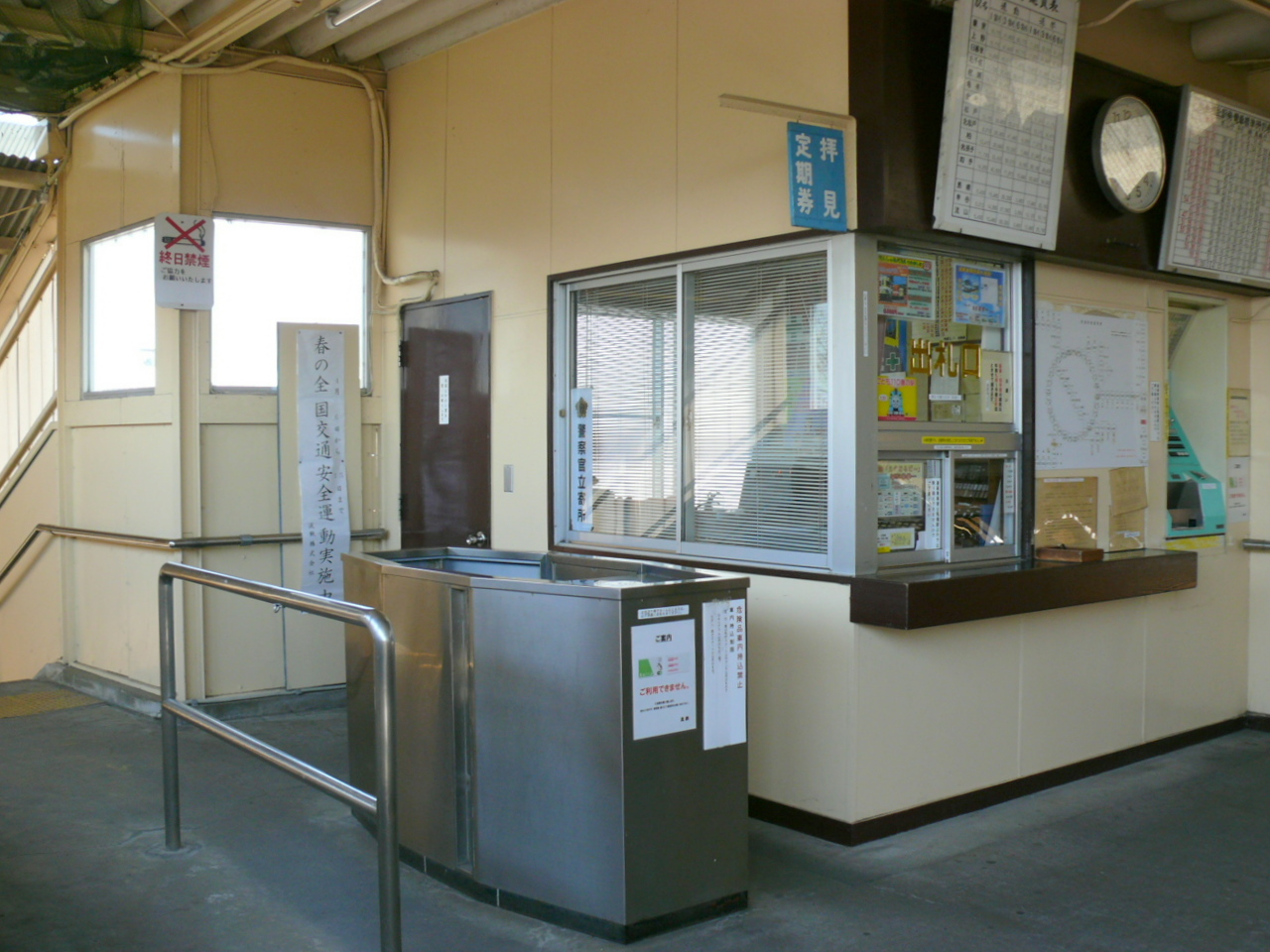
「（PASMO）不能使用」的告示貼於閘口（流鐵小金城趾站）

PASMO許多時候自稱「可以在包括首都圈在內的全國鐵道、巴士上使用」，但關東地方以北關東3縣為中心仍存在不能使用PASMO的公司。以下為無法使用PASMO的主要的公司列表。

### 鐵道
這些公司與其他公司的轉乘站使用售票機，PASMO與全國互相使用IC卡仍可用於購票。
- 芝山鐵道
- 銚子電氣鐵道
- 流鐵
- 山萬（日语：山万）
- 小湊鐵道（一部分巴士可以使用）
- 夷隅鐵道
- 上信電鐵
- 上毛電氣鐵道
- 渡良瀨溪谷鐵道
- 真岡鐵道
- 野岩鐵道
- 常陸那珂海濱鐵道
- 鹿島臨海鐵道

### 巴士
較多新公司。東京23區內亦有未引入公司。亦有自行引入乘車卡與電子貨幣支付的公司。
東京都
- km移動服務（日语：kmモビリティサービス） - 引入了iD（日语：ID (クレジット決済サービス)）。
- 新日本觀光自動車
- 大新東（日语：大新東）
- 銀河鐵道（日语：銀河鉄道 (バス会社)）
- 大島旅客自動車
- 八丈町營巴士（日语：八丈町営バス）
- 三宅村營巴士（日语：三宅村営バス）
- 神津島村營巴士（日语：神津島村営バス）
- 小笠原村營巴士（日语：小笠原村営バス）

神奈川縣
- 東京灣橫斷道路服務（日语：東京湾横断道路サービス）

埼玉縣
- 大和觀光自動車
- 生命巴士（日语：ライフバス）
- 協同巴士（日语：協同バス）
- 環球交通（日语：グローバル交通）
- Japantaro's（日语：ジャパンタローズ）
- 平成企業（日语：平成エンタープライズ） - 引入了WAON（日语：WAON）。
- mysky交通（日语：マイスカイ交通）
- 皇家交通（日语：ロイヤル交通 (埼玉県)）
- 丸建翼交通（日语：丸建つばさ交通）（舊：丸建自動車） - 引入了WAON。
- 深谷觀光巴士（日语：深谷観光バス） - 引入了PayPay。
- 埼玉觀光（日语：埼玉観光） - 引入了WAON。

千葉縣
- 九十九里鐵道（日语：九十九里鉄道）
- 鎌谷觀光巴士（日语：鎌ヶ谷観光バス）（生活巴士千葉Niu）
- 芝山交通（日语：芝山交通）

茨城縣
- 茨城交通 - 引入了自家IC卡「Ibappi」「電鐵Hi卡（日语：でんてつハイカード）」。
- 池田交通（日语：池田交通）
- 大利根交通自動車
- 椎名觀光巴士（日语：椎名観光バス）

栃木縣
- Yashio觀光巴士（日语：やしお観光バス）
- 日光交通（日语：日光交通）

群馬縣
- 館林觀光巴士（日语：館林観光バス）（廣域公共路線巴士（日语：広域公共路線バス (館林市外四町)））
- 杜鵑觀光巴士（日语：つゝじ観光バス）（廣域公共路線巴士）
- 十王自動車（已引入PASMO的國際十王交通與未引入的伊勢崎營業所分開經營）

## 沿革
- 2007年（平成19年）3月18日：PASMO開始發行。由23間鐵路公司和31間巴士公司共同發起，同日開始與Suica互通[1]。但仙台、新潟地區僅提供電子錢包服務。
- 2008年（平成20年）
  - 1月10日：Passnet（日语：パスネット）停售[1]。
  - 3月14日：自動閘機（日语：自動改札機）不再接受Passnet[1]。
  - 3月15日：開始發行PASMO聯名信用卡。除了有PASMO本身的「Pastown卡（日语：Pastown）」以外，還發行了與東急電鐵（TOP&卡（日语：東急カード））、東京地下鐵（Tokyo Metro To Me CARD）、京濱急行電鐵（京急卡）、東武鐵道（東武卡）[1]聯名的信用卡。
  - 3月15日：聯絡定期券的發售範圍一部分擴大。磁氣定期券不再設定於新的聯絡站。既有的記名PASMO之後仍可後付自動加值服務（原來的無法更改）。
  - 3月29日：啟用仙台、新潟地區的Suica乘車服務。
  - 8月：PASMO流通超過1000萬張[1]。
- 2009年（平成21年）3月14日：關東鐵道、千葉都市單軌電車、舞濱渡假區線成為加盟鐵路公司，啟用PASMO。
- 2010年（平成22年）
  - 3月14日：小湊鐵道的巴士事業引入。
  - 3月31日：巴士共通卡（日语：バス共通カード）停售[1]。
  - 7月：巴士共通卡停用[1]。
- 2012年（平成24年）4月：PASMO流通超過2000萬張[1]。
- 2013年（平成25年）3月23日：啟用交通系IC卡全國互相使用服務[1]。開始與kitaca、TOICA、manaca、ICOCA、PiTaPa、SUGOCA、nimoca、快捷卡共通。
- 2014年（平成26年）
  - 1月21日：東京機場交通引入。
  - 4月1日：伴隨消費稅率由5%提升至8%，Suica、PASMO使用範圍內引入以1日圓為單位的IC車費[1]。以往最多收取210日圓[28]的退卡手續費也停收[29]。
- 2016年（平成28年）3月：PASMO流通超過3000萬張[1]。
- 2017年（平成29年）
  - 3月18日：PASMO發行10周年[1]。舉辦了紀念活動。
  - 3月18日：京王電鐵（京王護照集團（日语：京王パスポートクラブ））發售PASMO聯名信用卡「京王護照VISA卡」[30]。
- 2018年（平成30年）
  - 3月17日：啟用出站時自動加值服務[1]。
  - 4月1日：湘南單軌電車引入[31]。
- 2019年（令和元年）9月1日：開始發售訪日外國人旅行（日语：訪日外国人旅行）者專用IC卡「PASMO PASSPORT」[32]。
- 2020年（令和2年）
  - 3月14日：鷹巴士（日语：イーグルバス）引入。尚未啟用IC定期券功能[33]。
  - 3月15日：東洋巴士（日语：東洋バス）、千葉海濱巴士（日语：千葉シーサイドバス）引入，可使用金額式IC定期券功能[34][35]。
  - 3月18日：Android裝置(限日規)啟用Mobile PASMO（日语：モバイルPASMO）服務[36][37]。
  - 4月1日：關越交通（日语：関越交通）引入。行動PASMO可使用，尚未啟用IC定期券功能[38]。
  - 10月6日：iOS（Apple Pay）裝置啟用Mobile PASMO服務[39][40][41][42]。
- 2021年（令和3年）
  - 3月16日：東海巴士（日语：東海バス）引入。巴士(除特定對象外)尚未啟用IC定期券、IC一日乘車券功能[43][44]。
  - 9月1日：PASMO協議會決議2014年4月廢除的退卡手續費將於2022年春季復出[45]，最多收取220日圓（含稅）[45]。
- 2022年（令和4年）3月12日：秩父鐵道引入[8]。
- 2023年（令和5年）
  - 6月8日：受全球半導體不足影響，暫停發售無記名PASMO[46]。
  - 8月2日：除PASMO定期票、Pasmo Passport外全部暫停發售[47]。
- 2024年（令和6年）9月1日：由於半導體的供應恢復，記名式PASMO恢復發售[7]。
- 2025年（令和7年）3月1日：由於卡片調配計劃已趨於穩定，可繼續供應，不記名式PASMO卡恢復發售[48]。

## 外部連結
- PASMO官方网站 （日語）（英文）（繁體中文）（简体中文）